# Матийо I дьо Монморанси-Марли
Матийо I дьо Монморанси-Марли (на френски: Mathieu I de Montmorency-Marly; * 1131/1139, † 27 август 1203, Константинопол, Византия) е френски рицар от Шампан, участник в Третия кръстоносен поход и в Четвъртия кръстоносен поход, господар на Марли и на Атиши. 

## Произход
Той е най-малкият син на Матийо I дьо Монморанси, конетабъл на Франция, и на Аликс Фицрой, незаконна дърщеря на английският крал Хенри I. 
Има четирима братя: 
- Анри, починал млад
- Бушар V († 1189), съпруг на Лорет или Лорънс дьо Ено дъщеря на граф Бодуен IV от Ено
- Тибо, господар на Марли, тръгва на кръстоносен поход през 1173 г. Завършва живота си като монах от Сито през 1197 г.;
- Ерве, абат на Сен Мартен дьо Монморанси, после дякон и декан на Парижката църква

## Биография
Nаследява Сеньория Марли от брат си Тибо и става родоначалник на клона Монморанси-Марли. Като господар на Марли и Фериер той е васал на Графа на Шампан. Участва в Третия кръстоносен поход и се отличава в обсадата на Акра, а по-късно показва и рицарските си качества във войната на Филип II срещу Ричард Лъвското сърце.  
През 1199 г. „приема кръста“ и заедно с други рицари от Ил дьо Франс се включва в подготовката на Четвъртия кръстоносен поход. По поръчение на папа Инокентий III, заедно с Конон дьо Бетюн и Милон льо Бребан отговаря за разпределянето на провизиите и средствата за кампанията. През 1201 г. след смъртта на граф Тибо III, който е трябвало да води похода, той е изпратен заедно със Симон дьо Монфор и Жофроа дьо Вилардуен на мисия в Бургундия със задача да убедят граф Одо III да оглави кръстоносците. Остава поради болест във Венеция, но се присъединява към армията при обсадата на Зара.  
През януари 1203 г. участва в съвещанието на предводителите на кръстоносците, заедно с дожа на Венеция и Алексий IV Ангел, в което се взима решение за промяна на маршрута през Византия. Матийо е един от най-ентусиазираните привърженици на похода срещу Константинопол. При първата атака на византийската столица той командва Пети боен отряд, съставен от рицарите от Шампан. Ползва се с голямо уважение сред кръстоносците и по думите на Вилардуен „е бил един от най-добрите рицари на Кралство Франция“.  
Умира на 27 август 1203 г. и погребан в църква на Хоспиталиерите в Константинопол. 

## Брак и потомство
∞ за Матилда дьо Гарланд († 1224), дъщеря на Гийом IV дьо Гарланд, господар на Ливри, от която има трима сина и една дъщеря: 
- Бушар I дьо Марли
- Матийо дьо Марли
- Гийом дьо Марли
- Маргьорит дьо Марли, ∞ за Емери III от Нарбон